# Sobradinho (Bahia)
Sobradinho é um município brasileiro do estado da Bahia. Localiza-se na microrregião de Juazeiro, a 09º27'19" de latitude sul e 40º49'24" de longitude oeste, a uma altitude média de 380 metros, ocupando uma área de 1238,923 km². Sua população estimada pelo IBGE em 2024 era de 26 959 habitantes. Faz parte da Região Administrativa Integrada de Desenvolvimento do Polo Petrolina e Juazeiro, tendo o maior PIB per capita da RIDE, por abrigar a Usina Hidrelétrica de Sobradinho.

## Organização Político-Administrativa
O Município de Sobradinho possui uma estrutura político-administrativa composta pelo Poder Executivo, chefiado por um Prefeito eleito por sufrágio universal, o qual é auxiliado diretamente por secretários municipais nomeados por ele, e pelo Poder Legislativo, institucionalizado pela Câmara Municipal de Sobradinho, órgão colegiado de representação dos munícipes que é composto por vereadores também eleitos por sufrágio universal.

### Atuais autoridades municipais de Sobradinho
- Prefeito: Régis Cleivys Sampaio Bento "Cleivinho" - PSD (2021/-)[6]
- Vice-prefeito: Carlos Jarques Canturil da Silva - PSD (2021/-)[6]